# Atatürks Ansprache an die türkische Jugend

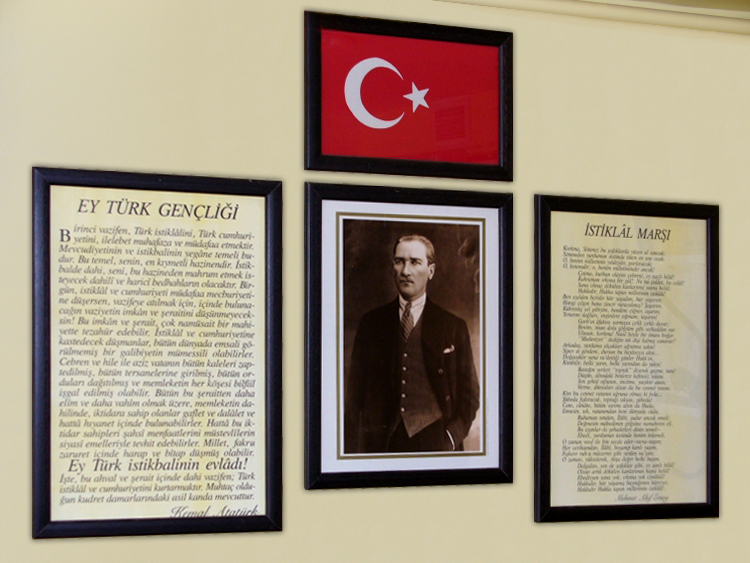
In Klassenzimmern der Türkei aufgehängter Text mit dem Text der Rede ganz links und dem des Freiheits- bzw. Unabhängigkeitsmarsches (İstiklâl Marşı – die türkische Nationalhymne), der türkischen Flagge und dem Bild von Mustafa Kemal Atatürk

Atatürks Ansprache an die türkische Jugend (türk. Atatürk'ün Türk Gençliğine Hitabesi) ist ein Teil einer berühmten Rede des ersten Präsidenten der Türkei, des Gründungsvaters der Republik und Nationalhelden Mustafa Kemal Atatürk, vom 20. Oktober 1927 in Angora (Ankara). Sie bildet den Abschluss seiner zwischen dem 15. und 20. Oktober 1927 gehaltenen, mehr als 36-stündigen Marathonrede „Nutuk“ vor den Abgeordneten und Delegierten der Republikanischen Volkspartei (Cumhuriyet Halk Partisi).
In dieser Ansprache richtet sich Atatürk an die Generation seiner Zeit und an die zukünftigen jüngeren Generationen des Landes. Er ruft zur Wachsamkeit angesichts der Schwierigkeiten auf, denen die Nation gegenüberstehen kann, und erinnert an die bürgerlichen und patriotischen Pflichten eines jeden Bürgers, die Freiheiten gegenüber den inneren und äußeren Gegnern zu schützen.